# Robert Neuhäusl
Robert Neuhäusl (* 16. Juni 1930; † 25. April 1991) war ein tschechoslowakischer Botaniker und Pflanzensoziologe.

## Leben

### Ausbildung
Neuhäusl besuchte von 1941 bis 1949 das Realgymnasium in Chrudim.
Von 1949 bis 1953 studierte er an der naturwissenschaftlichen Fakultät der Karls-Universität in Prag.

### Forschungstätigkeit
In den Jahren 1957 bis 1961 absolvierte er eine wissenschaftliche Aspirantur.
Er promovierte zum Doktor der Naturwissenschaften (tschechisch: Doktor přírodních věd, abgekürzt: RNDr.).
1962 wurde er wissenschaftlicher Mitarbeiter des Geobotanischen Instituts der Tschechoslowakische Akademie der Wissenschaften in Brno.
Neuhäusl widmete seine Forschung dem Studium von Wiesen und Hochmooren.
Er leitete die Kartierung der Vegetation der Slowakei, Böhmens und Mährens.
Neuhäusl arbeitete führend an der Dokumentation der Naturschutzgebiete.
Sein Hauptgebiet war die systematische und synökologische Erforschung von Pflanzengemeinschaften.

### Ämter und Mitgliedschaften
Neuhäusl war
- wissenschaftlicher Sekretär und stellvertretender Direktor des Wissenschaftlichen Beirats der Tschechoslowakischen Akademie der Wissenschaften
- Sekretär der Abteilung für Biosphäre und chemische Wissenschaften des Präsidiums der Tschechoslowakischen Akademie der Wissenschaften
- Koordinator des internationalen Projekts Vegetationskarte von Europa[5]
- Koordinator des staatlichen Plans für Grundlagenforschung
- Mitglied der Internationalen Vereinigung für Vegetations-Wissenschaften
- Mitglied der Redaktionen der Journale Folia Geobotanica et Phytaxonomica, Preslia, Braun-Blanquetina und Phytocoenologia

### Auszeichnungen
2015 erhielten Robert Neuhäusl (postum) und seine Ehefrau Zdenka Neuhäuslová-Novotná die Gregor Johann Mendel Ehren-Medaille für Verdienste in den biologischen Wissenschaften.
Diese Medaille wird von der Akademie der Wissenschaften der Tschechischen Republik als Anerkennung für hervorragende Beiträge zu den biologischen und landwirtschaftlichen Wissenschaften verliehen.

### Familie
Robert Neuhäusl war mit Zdenka Neuhäuslová-Novotná verheiratet, mit der er auch beruflich zusammenarbeitete und mehrere Publikationen schrieb.

## Werke (Auswahl)
- Die ostsudetischen krautreichen Buchenwälder und ihre Beziehungen zum Fagetum boreoatlanticum. 1959.
- Zur Charakteristik der Klimaxgesellschaften der Ostsudeten. 1960.
- Zu den allgemeinen Fragen der Limnobotanik. 1960.
- Ein Beitrag zur Flora des Niederen Gesenkes. 1961.
- Allgemeine Fragen der phytozönologisehen Perminologie. 1963.
- Vegetationskarte von Böhmen und Mähren. 1963. (online)
- Bibliographie der Vegetationskarten der Tscheckoslowakei, Pars III. Sonderdruck aus: Excerpta Botanica. Sectio B, Band 22.
- Die Waldgesellschaften der ostschlesischen Tiefebene. 1963.
- Über einige grundlegende ökologische Termini. 1964.
- mit Jaroslav Moravec und Zdenka Neuhäuslová-Novotná: Synökologische Studien über Röhrichte, Wiesen und Auenwälder. Verlag der Tschechoslowak. Akad. der Wiss., 1965.
- Subkontinentale Hochmoore und ihre Vegetation. Academia, Praha 1972.
- Hochmoore am Teich Velké Dářko. Academia, Praha 1975.[7]
- Die Vegetationskarte der CSSR 1:200 000 und ihre geographische Interpretation. In: Arch. Naturschutz u. Landschaftsforsch. 22, 2, Berlin 1982, S. 145–150.
- Přírodní park Prokopské a Dalejské údolí-Teoretické zdůvodnění koncepce. In: Staletá Praha XV. Sborník Pražského střediska státní památkové péče a ochrany přírody. Panorama, Praha 1985, S. 293–300.
- mit Zdenka Neuhäuslová-Novotná: Verstaudung von aufgelassenen Rasen am Beispiel von Arrhenatherion-Gesellschaften. In: Tuexenia : Mitteilungen der Floristisch-Soziologischen Arbeitsgemeinschaft. Band 5, 1985, S. 249–258, URN: urn:nbn:de:hebis:30:3-377272, (online)
- Zdenka Neuhäuslová-Novotná: Beitrag zur Kenntnis der Tannen-Eichwälder in Böhmen. Západočeské Muzeum, Plzeň 1989, ISBN 80-85125-11-0.